# Liste der Nummer-eins-Hits in Spanien (2002)
Diese Liste enthält alle Nummer-eins-Hits in Spanien im Jahr 2002. Es gab in diesem Jahr 23 Nummer-eins-Singles.
| Singles |
| --- |
| - Kylie Minogue – Can’t Get You Out of My Head - 1 Woche (30. Dezember 2001 – 5. Januar 2002, insgesamt 6 Wochen) - Sugarless – Abre tu sonrisa - 2 Wochen (6. Januar – 19. Januar) - The Chemical Brothers – Star Guitar - 2 Wochen (20. Januar – 2. Februar) - Pink – Get the Party Started - 2 Wochen (3. Februar – 16. Februar) - Zucchero Sugar Fornaciari – Baila (Sexy Thing) - 1 Woche (17. Februar – 23. Februar) - Hampenberg – Ducktoy - 1 Woche (24. Februar – 2. März) - Alizée – Moi… Lolita - 3 Wochen (3. März – 23. März) - George Michael – Freeek! - 3 Wochen (24. März – 13. April) - Chayanne – Torero - 5 Wochen (14. April – 18. Mai) - Las Ketchup – The Ketchup Song (Aserejé) - 4 Wochen (19. Mai – 15. Juni, insgesamt 11 Wochen) - Paulina Rubio – Don't Say Goodbye - 1 Woche (16. Juni – 22. Juni) - Loona – Viva el amor - 1 Woche (23. Juni – 29. Juni) - Las Ketchup – The Ketchup Song (Aserejé) - 1 Woche (30. Juni – 6. Juli, insgesamt 11 Wochen) - Naím Thomas – Cruel To Be Kind - 1 Woche (7. Juli – 13. Juli) - Las Ketchup – The Ketchup Song (Aserejé) - 2 Wochen (14. Juli – 27. Juli, insgesamt 11 Wochen) - Shalim – Nadie como tu (Remixes) - 1 Woche (28. Juli – 3. August) - Las Ketchup – The Ketchup Song (Aserejé) - 1 Woche (4. August – 10. August, insgesamt 11 Wochen) - David Bisbal – Ave Maria - 1 Woche (11. August – 17. August) - Las Ketchup – The Ketchup Song (Aserejé) - 3 Wochen (18. August – 8. September, insgesamt 11 Wochen) - DJ BoBo – Chihuahua - 1 Woche (9. September – 14. September) - Bon Jovi – Everyday - 2 Wochen (15. September – 28. September) - t.A.T.u. – All the Things She Said - 4 Wochen (29. September – 26. Oktober) - U2 – Electrical Storm - 1 Woche (27. Oktober – 2. November) - Madonna – Die Another Day - 4 Wochen (3. November – 30. November) - Mariah Carey – Through The Rain - 1 Woche (1. Dezember – 7. Dezember) - Cristie – No quiero sufrir - 2 Wochen (8. Dezember – 21. Dezember) - Marey – Tu no me veras llorar - 1 Woche (22. Dezember 2002 – 4. Januar 2003) |